# Exposé (Lost)
Exposé (titulado "Expuesto" en España y "Revelación" en Hispanoamérica) es el decimocuarto episodio de la tercera temporada de la serie de televisión Lost. Hurley empieza a sospechar que Sawyer está relacionado con un misterio de la isla que rodea a otros dos supervivientes. Al fin, Sun descubre la verdad sobre su último secuestro que se supone que fue realizado por Los Otros. El flashback está centrado en Nikki Fernández y Paulo. 

## Trama

### Flashback fuera de la isla
Por los altavoces se anuncia la llegada de "Corvette, el orgullo de St. Paul" mientras Nikki (Kiele Sanchez) se quita su abrigo y muestra su bikini de diamantes. Está actuando en un bar de streaptease. Una vez finalizado su número, observa a alguien entrar en la oficina de Mr. LaShade, su jefe, y ella le sigue con el abrigo puesto. Al entrar en el despacho, descubre que el hombre le ha entregado un maletín lleno de dinero a Mr. LaShade. Ella se enfada y dice que ese dinero era para el orfanato, y descubre que Mr. LaShade es en realidad "La Cobra". El hombre la apunta con un arma, pero ella grita "razzle dazzle" al tiempo que le quita la pistola y la coge. Apunta con ella a Mr. LaShade, pero él dispara primero. Ella cae al suelo, aparentemente muerta. Otras dos bailarinas, Otoño y Cristal, entran en el despacho. LaShade les dice que Corvette estaba trabajando para La Cobra y que lo pagará.
Una voz dice: "¡Corten!", y un miembro del equipo de grabación pone la claqueta delante de la cámara. En ella pone Exposiciones (o Exposé). LaShade, que resulta ser el actor Billy Dee Williams, ayuda a Nikki a levantarse. El director, Howard L. Zukerman (Jacob Witkin), pide a los miembros del equipo que aplaudan a Nikki, ya que es su último día. Salen fuera del plató, donde vemos la casa de la ópera de Sídney de fondo, y él le ofrece la posibilidad de que el personaje vuelva. Le pregunta si va a volver a Los Ángeles ahora que ya ha acabado su papel, pero ella le contesta que le ama, y que no le va a dejar.

#### Hace 84 días
Howard y Nikki están comiendo en casa de él. Cuando Nikki alaba la comida, Zukerman le presenta a su nuevo chef, Paulo (Rodrigo Santoro). Dice que Paulo había ido a la oficina de Howard cada día hasta que le dio el trabajo. Howard le ofrece un bizcocho, y Nikki ve que en la cesta de los bollos hay un brazalete de diamantes para ella. Está a punto de explicarle a Nikki por qué su esposa es un problema cuando se pone la mano en el corazón. Paulo sale de la cocina, comprueba su pulso y dice que está muerto. Nikki coge una llave que Zukerman llevaba en el cuello y los dos se dirigen a la caja fuerte. Paulo va a encender un cigarrillo cuando Nikki se lo impide para que no deje pruebas. Dentro de la caja fuerte encuentran una muñeca rusa, y dentro de ella, lo que buscaban.

#### Hace 80 días
Paulo lee un artículo del periódico a Nikki, en el que informa de la muerte de Howard por un fallo cardíaco. Están en el restaurante del aeropuerto de Sídney. Se ríen y se besan, y Nikki pregunta a Paulo por el chicle que está comiendo. Él le dice que son chicles de nicotina, ya que ha dejado de fumar. En ese momento son interrumpidos por los gritos de Shannon (Maggie Grace), que está chillándole a Boone (Ian Somerhalder) por haber sido incapaz de encontrar asiento en el área de espera y por no haber conseguido billetes de primera clase. Boone pregunta a Paulo si puede coger la silla restante, a lo que Paulo asiente. Pero Shannon se lo impide y sigue chillando a Boone, diciéndole que deje de flirtear con el primer chico que vea. Nikki le pide a Paulo que le prometa que nunca acabarán como ellos.

### Flashback en la isla

#### Hace 80 días
Los supervivientes del vuelo 815 se mueven por los restos del fuselaje. Están en estado de shock. Shannon está chillando. Nikki busca su mochila y Gary Troup es absorbido por el motor, causando una gran explosión. Nikki grita buscando a Paulo. Cree encontrarlo, pero es Artz (Daniel Roebuck), que pregunta si están vivos. Boone aparece corriendo y le pide a Nikki un bolígrafo. Al final consigue ver a Paulo mirando fijamente al horizonte. Nikki le coge la cara y le pregunta dónde está la mochila. Paulo se sorprende de que esté más preocupada por la mochila que por su salud.

#### Hace 75 días
Es de noche, y Nikki y Paulo buscan su mochila en el equipaje mientras teorizan sobre la naturaleza del monstruo. Nikki le dice a Paulo que se concentre, ya que necesitan encontrar la bolsa antes de que les rescaten. Ethan (William Mapother) les ofrece ropa si la necesitan y se presenta. Nikki le dice que están buscando los chicles de nicotina de Paulo. Ethan les sugiere que busquen tierra adentro. Arzt pasa corriendo y gritando que Boone ha cogido toda el agua. Aparece Jack (Matthew Fox), les dice que ha encontrado agua, y suelta su discurso de "vivir juntos, morir solos".

#### Hace 57 días
Nikki encuentra al Dr. Arzt examinando su colección de 20 nuevas especies. Una de ellas, una araña medusa hembra, la cual emite una feromona extremadamente poderosa. Nikki le pide ayuda para que calcule dónde puede haber caído su equipaje. Artz se ofrece a dibujar un mapa con las posibles trayectorias de los restos del avión. Paulo parece celoso porque Nikki haya pedido ayuda a Arzt, y dice que Ethan hubiera sido de más ayuda. Siguen el mapa de Artz y encuentran la avioneta de los traficantes. Nikki le dice a Paulo que suba a ver si hay alguna radio, pero él tiene miedo de subir y que la avioneta caiga. Poco después descubren la puerta exterior de la Perla y la abren. Paulo quiere investigar, pero Nikki no le deja.

#### Hace 48 días
Arzt y Shannon discuten con Kate (Evangeline Lilly) por no haberle dicho al grupo que habían encontrado las armas de la maleta del Marshall. Nikki le pregunta a Kate dónde ha encontrado la maleta. Nikki y Paulo van a la cascada y Paulo le pregunta si aún estaría con él si no fuera por la mochila. Nikki sólo le contesta que esa bolsa cuesta 8 millones de dólares, y que es él quien debe bucear para encontrarla porque ella tuvo que seducir a Howard. Paulo encuentra la mochila, pero le dice a Nikki que sólo ha encontrado cuerpos muertos. Ella se va y él vuelve a sumergirse.

#### Hace 32 días
Es de noche, y Paulo coge nervioso unos chicles de nicotina. Empieza a cavar un agujero en la playa. En ese momento, aparece Locke (Terry O'Quinn). Éste le sugiere que encuentre un sitio más seguro para lo que sea que esté escondiendo, diciendo que "Las cosas no se quedan enterradas en esta Isla". Locke aclara su frase diciendo que las mareas lo dejarán al descubierto. Paulo entra en la estación La Perla, donde hay un monitor encendido, aunque no se ve nada en él. Esconde la muñeca rusa en la cisterna del baño. Escucha un ruido y espía a través de la puerta del baño. Ben (Michael Emerson) y Juliet (Elizabeth Mitchell) entran, y creen que la puerta la había dejado abierta Tom. Ben le dice a Juliet que haga que Tom cubra la escotilla con el avión. Sintonizan el monitor para ver lo que ocurre en el Cisne. Ben dice que conseguirá que Shephard haga lo que él quiera explotando sus necesidades emocionales, como hace con todo el mundo. Juliet le pregunta si eso significa que cogerán también a Ford y a Austen. Ben le contesta que harán que Michael lleve a los tres hacia ellos. Se van y Paulo encuentra su walkie-talkie.

#### Hace 9 días
Locke invita a a Sayid (Naveen Andrews) y Desmond Hume (Henry Ian Cusick) a La Perla, y Nikki y Paulo se apuntan. Paulo finge que está usando el baño y recupera la muñeca rusa. La rompe y coge una pequeña bolsa negra que esconde en sus calzoncillos.

#### Hace 12 horas
Nikki le cuenta a Paulo que está triste, ya que hace dos semanas que fue Acción de Gracias y no se dieron cuenta. Está preocupada por si no les rescatan nunca, pero Paulo la anima. Le dice que le gusta que no hayan encontrado los diamantes, ya que eso les hubiera separado. Se levanta a por algo de desayuno, y Nikki encuentra sus chicles de nicotina (que estaban en la misma mochila que los diamantes) en la arena. Enfurecida, exige a Sawyer que le dé una pistola. Él se niega, argumentando que está tan furiosa que nada bueno puede hacer. Dice que ya no tiene las pistolas y que tampoco se la daría si la tuviese, mientras Desmond Hume observa toda la escena. Mientras ella se marcha, Sawyer le grita: "¿Quién diablos eres tú?".

#### Hace 8 horas
Nikki lleva a Paulo a la selva y le dice que sabe que tiene los diamantes. Él se hace el tonto al principio, pero ella le enseña los chicles. Ella saca uno de los botes con especímenes del Dr. Arzt, lo abre, y lanza una araña medusa a Paulo. Le cae en el cuello y le muerde. Paulo mata la araña, pero sigue clavada en su mano. Nikki le dice que se le llama la araña medusa porque paraliza a la víctima durante unas ocho horas, y que paraliza tanto el corazón que hasta a un médico le costaría distinguirlo de un muerto. Nikki empieza a buscar los diamantes en Paulo. Después de buscar en una zapatilla, le desabrocha los pantalones y encuentra la bolsita en su ropa interior. Paulo le dice que había cogido los diamantes porque tenía miedo de perderla si los encontraban, ya que ella ya no le necesitaría más. El mismo sonido que hace el monstruo se oye en la distancia, y Nikki se distrae, mientras muchas arañas medusa machos, atraídas por las feromonas de la hembra, se dirigen hacia ella. Una de las arañas muerde a Nikki y ésta empieza a correr a través de la jungla. De repente para y cava un agujero, en el que entierra la bolsa con los diamantes, y sigue corriendo. En la playa, Sawyer (Josh Holloway) y Hurley (Jorge Garcia) están jugando al ping pong cuando Nikki aparece frente a ellos y se cae paralizada, mientras murmura "Paralizada".

### Acontecimientos en tiempo real
Nikki corre a través de la jungla. De repente se para y cava un agujero, entierra algo y continúa corriendo. En la playa, Sawyer y Hurley están jugando al ping pong cuando Nikki aparece ante ellos y cae. Hugo le pregunta qué le ha pasado y ella dice algo difícil de entender. Sawyer le dice a Hurley que vaya a buscar ayuda y mira en la jungla en busca de peligros, pero Hurley le dice que Nikki ha muerto. Sawyer le pregunta quién es Nikki.
Sawyer, Hurley, Jin (Daniel Dae Kim), Sun (Yunjin Kim)y Charlie (Dominic Monaghan) examinan el cuerpo pero no pueden determinar la causa de la muerte. Sun sugiere que puede haber sido envenenada y que deberían comprobar el resto de los alimentos. Charlie descubre suciedad bajo las uñas. Sawyer cree que, antes de morir, Nikki había dicho "Plywood" (especie de madera de chapar), pero Hurley sugiere "Power lines" (líneas de tensión). Entonces exclama "Paulo lies!" (Paulo yace o Paulo miente), y Sawyer propone que deben preguntar a Paulo.
Sawyer, Jin y Hurley encuentran el cuerpo de Paulo en el suelo, isla adentro. Sus pantalones están desabrochados y su zapatilla está en un árbol. Sawyer mira en la jungla pero dice que no ve nada. Jin coge una botella de agua de la mochila de Paulo, pero Sawyer se la quita y tira el agua, diciendo que puede estar envenenada. Hurley acusa a Sawyer de estar contaminando una escena del crimen. Jin propone que ha sido el monstruo.
Reyes, Soo Kwon y Ford llevan el cuerpo de Paulo al cementerio. Hugo dice que el monstruo debe ser el responsable, ya que Paulo y Nikki estaban con Eko cuando les dijo "Somos los próximos". Sawyer se lo niega, explicando que lo que Eko quería decir era que "Todos eran los próximos". Hurley se enfada con Sawyer por referirse a Nikki y a Paulo como "Nina y Pablo", y le pide algo más de respeto.
Sawyer empieza a registrar la zona donde estaban acampados Nikki y a Paulo, mientras Hurley le dice que tenga cuidado. Charlie informa que Sun ha comprobado la comida y que nadie más está enfermo. Ven los botes con los bichos y Charlie recuerda que eran de Arzt. Suponen que Nikki y Paulo eran sus amigos. Charlie encuentra el guion de Exposiciones (o Exposé) de Nikki. Hurley admite ser un gran fan de la serie y descubre el nombre de Nikki en la lista del reparto. Está sorprendido al descubrir que Mr. LaShade era "La Cobra". Sawyer descubre un walkie-talkie y les dice a los demás que es exactamente igual al que llevaban Los Otros en sus cinturones. Acusa a Nikki y a Paulo de trabajar para Los Otros.
El grupo discute la situación en el cementerio. Hurley le pregunta a Sawyer cómo podían estar Nikki y Paulo trabajando con Los Otros. Sawyer le recuerda lo que hizo Michael. Hurley dice que están demasiado lejos de Los Otros, pero Sun les recuerda que a ella la secuestraron justo al lado del campamento. Sawyer se ofrece a hacer un barrido del perímetro, sacando una pistola. Hurley le pregunta de dónde la ha sacado, y Sawyer le contesta que se la ha quitado a uno de Los Otros. Charlie y Sun cubren los cuerpos.
Hurley encuentra a Desmond Hume y le pregunta si puede utilizar sus poderes psíquicos para averiguar qué ha pasado, pero Desmond le dice que no funciona así, que él sólo ve destellos. Le sugiere que le pregunte a Sawyer, a quien ha visto discutir con Nikki por la mañana, justo antes de que ella muriera.
Vincent destapa los cuerpos. Hurley habla sobre lo que ha descubierto con Sawyer, Charlie y Sun. Sun defiende a Sawyer y acusa a Los Otros. Hurley va a buscar a Desmond. Charlie le confiesa a Sun que fue él el que le cubrió la cabeza y se la llevó hacia la jungla, y que la idea había sido de Sawyer.
Cuando luego vuelven a reunirse todos en el cementerio, Hurley le pide a Sawyer la pistola, y le dice que sabe lo de su discusión con Nikki. Le pregunta si la ha matado, pero Sawyer insiste en que él no ha sido. Sawyer le dice a los demás que no dijo nada porque dedujo a partir de la suciedad de las uñas de Nikki que había enterrado algo importante. Les muestra la bolsita y se la lanza a Sun. Ella la abre y muestra los diamantes. Sawyer le dice que se los quede, y dice que él no ha tenido nada que ver con las muertes.
Sun encuentra a Sawyer y le dice que Charlie le ha dicho que fue idea suya. Le devuelve los diamantes, diciendo que en la Isla no valen nada, y le abofetea. Más tarde, el grupo está reunido alrededor del agujero donde los cuerpos van a ser enterrados y Hurley pronuncia un discurso. Dice que siempre fueron amables con él, que le gustaba Exposiciones (o Exposé) y que eran parte del campamento. Sawyer esparce los diamantes en la tumba.
El grupo empieza a enterrar a Nikki y a Paulo. Justo cuando la arena cubre sus caras, el veneno empieza a debilitarse y Nikki abre los ojos, pero Hurley y Sawyer no la ven. Nikki y Paulo son enterrados vivos.